# Black Moon (zespół muzyczny)
Black Moon – grupa raperów z Brooklynu założona w 1992 r. Jej skład tworzyli: 5FT Excellerator, DJ Evil Dee i Buckshot Shorty.

## Kariera
W 1991 r. podpisali kontrakt z firmą Wreck – filią wytwórni Nervous Records. Wydana w 1993 roku debiutancka płyta Enta da Stage przyniosła im duże uznanie krytyków i publiczności, sprzedając się w liczbie 300 tys. sztuk.
Muzycy założyli firmy produkcyjno-promocyjne: Beat Minerz (Evil Dee i jego brat Mr. Walt) oraz Duck Down (Buckshot i Big Dru Ha). Ta druga zajmuje się również innymi wykonawcami nagrywającymi dla wytwórni Wreck – Smif-N-Wessunem czy Heltah Skeltah. W warstwie muzycznej Black Moon zaproponował powrót do „starej szkoły” stylu – przenikliwy bas, automat perkusyjny oraz funkowo-jazzowe sample. Po wydaniu drugiego singla z nagraniem How Many MC’s (Must Get Dissed), Black Moon udał się na tournée po kraju razem z Das EFX. Buckshot razem ze Special Edem i Master Ace’em wzięli udział jako Crooklyn Dodgers w nagraniu tytułowej piosenki do filmu Crooklyn Spike’a Lee. W 1996 r. Po wydaniu drugiego albumu, zawierającego przede wszystkim remiksy i przeróbki materiału z pierwszej płyty, oficjalnie ogłoszono rozwiązanie zespołu.

## Dyskografia

### Albumy
- Enta Da Stage (1993)
- Diggin ' In Dah Vaults' (Wreck/Nervous 1996)
- War Zone (1999)
- Total Eclipse (2003)
- Alter The Chemistry (2006)
- Rise Of Da Moon (2019)